# Hell on Wheels (album)
Hell on Wheels è un live album della band heavy metal Manowar. Esso è stato pubblicato la prima volta nel 1997 dall'etichetta BMG International e poi ristampato nel 1999 dalla Metal Blade con 3 tracce aggiuntive.

## Tracce
1. Manowar
2. Kings of Metal
3. Kill with Power
4. Sign of the Hammer
5. My Spirit Lives On
6. Hail and Kill
7. Warriors of the World United
8. Wheels of Fire
9. Metal Warriors
10. Army of the Immortals
11. Black Arrows
12. Fighting the World
13. Thor the Power Head
14. King
15. The Gods Made Heavy Metal
16. Black Wind Fire and Steel
17. Return of the Warlord
18. Carry On
19. Battle Hymn
20. Piano Interlude

## Formazione
- Eric Adams - voce
- Karl Logan - chitarra
- Joey DeMaio - basso
- Scott Columbus - batteria